# 안효상

안효상

안효상(安孝祥, 1963년 12월 23일, 서울특별시 ~ )은 대한민국의 정치인이다. 2010년부터 진보신당과 통합 직전인 2012년 3월까지 사회당 대표를 맡았으며, 2012년 10월까지 진보신당 공동대표를 맡았었다.

## 같이 보기
- 사회당
- 금민

## 역대 선거 결과
| 실시년도 | 선거  | 대수 | 직책     | 선거구         | 정당     | 득표수  | 득표율         | 순위 | 당락 | 비고 |
| -------- | ----- | ---- | -------- | -------------- | -------- | ------- | -------------- | ---- | ---- | ---- |
| 2012년   | 총선  | 19대 | 국회의원 | 서울 은평구 갑 | 진보신당 | 3,704표 | \| \| 4.25% \| | 4위  | 낙선 |      |
|          | 4.25% |      |          |                |          |         |                |      |      |      |

## 참고 자료
- 안효상 - X

| 전임 김혜경 | 제4대 진보신당 공동대표 2012년 3월 4일 ~ 2012년 4월 12일 | 후임 (노동당 공동대표)홍세화·안효상 |

| 전임 (진보신당 공동대표)홍세화·안효상 | 제4대 노동당 공동대표 2012년 4월 13일 ~ 2012년 10월 29일 | 후임 (권한대행)김종철 |